# Saulius Širmelis
Saulius Širmelis (Biržai, 31 maggio 1956) è un allenatore di calcio ed ex calciatore lituano.

## Palmarès

### Allenatore

#### Club
- Campionato lituano: 3

FBK Kaunas: 2000, 2001, 2002
- Coppa di Lettonia: 2

Ventspils: 2003, 2004